# 노다촌 (고치현)
노다촌(일본어: 野田村)은 일본 고치현 나가오카군에 있던 촌이다. 현재의 난코쿠시에 해당한다.

## 역사
- 1889년 4월 1일 - 정촌제 시행에 의해 근세이후의 노다촌이 단독으로 지차체를 형성하였다.
- 1959년 10월 1일 - 고멘정, 가초촌, 오코촌, 가미군 이와촌과 합병해 난코쿠시가 성립, 동일 노다촌은 폐지되었다.

## 참고 문헌
- 角川日本地名大辞典編纂委員会,『角川日本地名大辞典 39 高知県』1983, 角川書店